# Liste der Bodendenkmäler im Kreis Heinsberg

Kreis Heinsberg

Die Liste der Bodendenkmäler im Kreis Heinsberg umfasst:
- Liste der Bodendenkmäler in Erkelenz
- Liste der Bodendenkmäler in Gangelt
- Liste der Bodendenkmäler in Geilenkirchen
- Liste der Bodendenkmäler in Heinsberg
- Liste der Bodendenkmäler in Hückelhoven
- Liste der Bodendenkmäler in Selfkant
- Liste der Bodendenkmäler in Übach-Palenberg
- Liste der Bodendenkmäler in Waldfeucht
- Liste der Bodendenkmäler in Wassenberg
- Liste der Bodendenkmäler in Wegberg